# Basoko (Bandundu)
Pour les articles homonymes, voir Basoko.
Basoko est une commune de la ville de Bandundu en république démocratique du Congo.

## Quartiers
La commune est divisée en 6 quartiers : Air Congo, Ifuri, Buza, Lumbu, Nfusi et Salongo.